# Anime Himitsu no Hanazono
«Таинственный сад» (яп. アニメひみつの花園 Анимэ Химицу но Ханадзоно) — аниме-сериал по мотивам одноимённого романа Фрэнсис Ходжсон Бёрнетт. Сериал был снят на студии Aubeck и транслировался на канале NHK с 19 апреля 1991 года по 27 марта 1992 года. Сюжет повествует о Мэри Леннокс — юной сироте, которая после смерти своих родителей переезжает жить к своему дяде в Англию, и обнаруживает на территории поместья чудесный таинственный сад.
Изначально дата премьеры первой серии была намечена 5 апреля 1991 года, но у аниме-сериала «Надя с загадочного моря», который шёл на NHK перед этим, случилась пауза в трансляции, растянувшаяся на две недели, из-за чего премьера его финальной серии, которая изначально была запланирована на 29 марта, в итоге состоялась 12 апреля.

## Сюжет
После смерти родителей во время эпидемии тифа маленькая Мэри Леннокс из далекой Индии переезжает в Йоркшир, в поместье своего дяди Арчибальда Крейвена. В поместье Мэри, грубая и испорченная девочка, сразу сталкивается с экономкой миссис Медлок, которой дядя поручил вопрос её воспитания. Мэри также знакомится с милой и доброй горничной Мартой, которая помогает ей вписаться в жизнь своего нового дома, и Диконом, младшим братом Марты, мальчиком её возраста, который очень любит животных. Они становятся лучшими друзьями.
Со временем Мэри с помощью своих друзей начинает привыкать к ритму жизни в поместье. Она решает раскрыть тайну смерти Лилиас Крейвен, жены дяди Арчибальда, тети Мэри, которая умерла при загадочных обстоятельствах 10 лет назад, и побольше узнать о саде, который находится на территории поместья.

## Персонажи
- Мэри Леннокс (яп. メアリー レノックス Мэари: Рэннокусу) — в начале истории ей 9 лет. Она жила в Индии до смерти своих родителей, которые умерли в связи с эпидемией тифа. Так как её родители много времени уделяли бизнесу и общественной жизни, они мало времени проводили с дочерью, воспитание которой было возложено на служащих. Когда она прибыла в Англию в поместье своего дяди, то долго не могла привыкнуть к строгой дисциплине миссис Медлок, экономки. Тем не менее она подружилась с горничной Мартой, её братом Диком, гадалкой Камиллой и Колином, который живет в замке, скрытом от всех. После обнаружения входа в таинственный сад Secret Garden, она вместе с друзьями решила восстановить его, сажая цветы и ухаживая за растениями, чтобы вернуть его былую славу.

Сэйю: Миина Томинага
- Марта (яп. マーサ Ма: са) — второй ребенок из двенадцати. Работает горничной в поместье Арчибальда Крейвена. Очень добра и ласкова со всеми (кроме своего брата Дика). Становится лучшей подругой Мэри.

Сэйю: Тика Сакамото
- Дикон (яп. ディコン Дикон) — ровесник Мэри. Он настолько близок к природе и полон любви к ней, что понимает и может разговаривать с животными. Вместе с Колином он становится лучшим другом Мэри.

Сэйю: Маюми Танака
- Колин (яп. コリン Корин) — сын Арчибальда и Лилиас Крейвен, двоюродный брат Мэри, живёт в поместье. Из-за своей мнимой болезни прикован к постели. Он считает себя виноватым в смерти своей матери, но благодаря Мэри Колин узнает истинную причину смерти своей матери, и к нему возвращается уверенность в себе, после чего он учится ходить.

Сэйю:Минами Такаяма
- Камилла (яп. カミーラ Ками: ра) — подруга Мэри. Гадалка, которую сельские жители прозвали её «ведьмой» и «посланницей дьявола». Изгнана из общества, живёт на краю деревни в одиночестве, собирает лекарственные травы и гадает на картах. Пятнадцать лет назад, когда ей было около 10 лет, после смерти своей матери, встретила в поместье дяди Арчибальда леди Лилиас Крейвен, и они стали лучшими подругами, несмотря на разницу в возрасте.

Сэйю: Фуми Хирано
- Бен Уэзерстафф (яп. ベン・ウェザースタフ Бэну Уэдз: сутафу) — садовник в поместье Арчибальда Крейвена. Схож с Мэри из-за своего непростого характера.

Сэйю: Ёити Миягава